# Wójcik (ptak)
Wójcik, wójcik zielony, świstunka zielona, świstunka zielonawa (Seicercus trochiloides) – gatunek niewielkiego ptaka wędrownego z rodziny świstunek (Phylloscopidae), wcześniej zaliczany do pokrzewkowatych (Sylviidae). Występuje od środkowej i północno-wschodniej Europy po środkową Syberię, środkową Azję, Himalaje i dalej po środkowe Chiny. Przeloty w V i VIII, zimuje w południowej i południowo-wschodniej Azji. Nie jest zagrożony. W Polsce skrajnie nielicznie lęgowy w północno-wschodniej części kraju.

## Systematyka
P. t. trochiloides
     P. t. obscuratus
     P. t. plumbeitarsus (podniesiony do rangi gatunku)
     P. t. ludlowi
     P. t. viridanus

Przypuszczalna ewolucja podgatunków wójcika wokół Tybetu:
P. t. trochiloides
P. t. obscuratus
P. t. plumbeitarsus (podniesiony do rangi gatunku)
P. t. ludlowi
P. t. viridanus

Gatunek ten po raz pierwszy zgodnie z zasadami nazewnictwa binominalnego opisał w 1837 roku Carl Jakob Sundevall. Autor nadał mu nazwę Acanthiza trochiloides, a jako miejsce typowe wskazał Kalkutę w Indiach. Autorzy Kompletnej listy ptaków świata umieszczają ten gatunek w rodzaju Seicercus, ale częściej jest on zaliczany do Phylloscopus. 
Takson ten bywał łączony w jeden gatunek ze świstunką kaukaską (S. nitidus), często także ze świstunką amurską (S. plumbeitarsus), ale rozdzielono je w oparciu o badania mitochondrialnego DNA. Obecnie wyróżnia się zwykle cztery podgatunki P. trochiloides:
- S. trochiloides viridanus (Blyth, 1843) – wójcik syberyjski[5] – wschodnia Europa do środkowej Syberii i północno-zachodnich Chin.
- S. trochiloides ludlowi (Whistler, 1931) – północny Pakistan do północno-zachodnich Himalajów.
- S. trochiloides trochiloides (Sundevall, 1837) – wójcik himalajski[5] – środkowe i wschodnie Himalaje do południowo-środkowych Chin.
- S. trochiloides obscuratus (Stresemann, 1929) – wójcik chiński[5] – środkowe Chiny.

### Ewolucja
Na podstawie obserwacji populacji wójcika w Azji udokumentowano proces specjacji allopatrycznej. Dwie populacje wójcika w centralnej Syberii nie krzyżują się, połączone są jednak wąskim pasem mieszańców wokół Wyżyny Tybetańskiej. Tworzą więc tzw. gatunek pierścieniowy.

## Charakterystyka
Wygląd zewnętrznyObie płci ubarwione jednakowo. Wyglądem przypomina piecuszka, ale jest od niego nieco mniejszy i bardziej krępy. Wierzch ciała oliwkowozielony, spód szarobiały. Wzdłuż oka ciemna pręga, a nad nim długa, żółtawa brew, sięgająca prawie do potylicy i często na końcu rozszerzona i wygięta do góry. Nogi brunatne (w odróżnieniu od podobnej świstunki północnej, która ma nogi jaśniejsze, żółtobrązowe). Dolna połowa dzioba jaśniejsza od górnej. Na skrzydle (nasada lotek) krótki, biały pasek, czasami występuje też rząd jasnych plamek, które przypominają zaczątek paska.
Rozmiarydługość ciała: ok. 10–11,5 cm lub 9,5–10,5 cm
rozpiętość skrzydeł: ok. 15–21 cm
Masa ciałaok. 6,5–10,5 g
GłosŚpiew podobny do śpiewu pliszki siwej lub strzyżyka. Jest on szybki, głośny i wysoki, przyśpieszający i nagle urywający się pod koniec. Głos wabiący podobny do głosu pliszki siwej, jest to ostre „cliit”.
ZachowanieSkryty, przebywa najczęściej w koronach drzew.

## Środowisko
Wójciki gniazdują w nizinnych i górskich lasach mieszanych z udziałem brzóz i drzew iglastych, ponadto w lasach z bukami, klonami  i lipami, poprzeplatanych brzozami i sosnami. Ponadto występują w parkach, ogrodach, nadrzecznych zaroślach i bagnistych lasach z wierzbami i topolami.

## Pożywienie
Żywi się owadami, pająkami i bezkręgowcami zbieranymi z roślin lub łapanymi w powietrzu. Zjada także niewielką ilość owoców bzu i nasion.

## Lęgi
Sezon lęgowy trwa od maja do połowy sierpnia.
GniazdoGniazdo ma formę kuli z otworem z boku, zbudowane z mchu, traw, liści i korzonków. Wyściełane jest włosami, sierścią, piórami (w tym puchowymi). Umieszczone jest na ziemi, pod osłoną roślinności, kamienia czy korzenia drzewa. Niekiedy bywa ulokowane w szczelinie w skarpie, starej ścianie lub konarze drzewa.
Jaja i ich wysiadywanieZnosi od 3 do 7 jaj w czerwcu. Wysiadywane są przez około 12-13 dni.

### Opieka nad młodymi
Pisklęta są karmione przez oboje rodziców. Po około 12-14 dniach opuszczają gniazdo, ale stają się samodzielne po upływie kolejnych 2 tygodni.

## Status i ochrona
IUCN uznaje wójcika za gatunek najmniejszej troski (LC, Least Concern). BirdLife International w 2015 roku szacowało liczebność populacji europejskiej na 28,9–39,4 milionów dorosłych osobników. Trend liczebności populacji uznawany jest za wzrostowy ze względu na ekspansję gatunku na zachód.
Na terenie Polski gatunek ten jest objęty ścisłą ochroną gatunkową. Liczebność populacji lęgowej na terenie kraju w latach 2013–2018 szacowano na 0–300 par. Na Czerwonej liście ptaków Polski został sklasyfikowany jako gatunek niedostatecznie rozpoznany (DD, Data Deficient), gdyż mimo dużej liczby rejestrowanych śpiewających samców, nieznany (ale prawdopodobnie bardzo niski) jest udział ptaków przystępujących do lęgów.